# Cissy van Marxveldt
Cissy van Marxveldt, pseudoniem van Setske de Haan (Oranjewoud, 24 november 1889 – Bussum, 31 oktober 1948), was een Nederlandse schrijfster. Onder haar pseudoniem werd ze bekend door haar vooroorlogse meisjesboeken, die zich grotendeels in de "betere milieus" afspeelden. De boeken over Joop ter Heul zijn haar bekendste boeken. Ze was bevriend met de schrijfster Emmy Belinfante-Belinfante.

## Levensloop
Setske de Haan werd geboren als enig kind van Ynze de Haan en Froukje de Groot. Haar vader was hoofdonderwijzer in Oranjewoud, gemeente Heerenveen. 
Setske de Haan liet geen kans onbenut om op school zo veel mogelijk pret te maken - als kind, schreef ze zelf, was ze 'onstudieus'. Dit laatste komt, zoals ze graag vertelde, vooral terug in het boek De H.B.S.-tijd van Joop ter Heul. Ze ging naar de hbs in Heerenveen. Haar schoolresultaten waren zo slecht dat ze geen eindexamen kon afleggen. In 1908 ging ze als au pair naar Coventry (Verenigd Koninkrijk). Ze werkte bij een doktersgezin, dat haar Céline noemde. Ze hield het daar maar enkele maanden vol en ging vervolgens naar een kostschool in Bath. Toen ze in 1909 terugkeerde in Oranjewoud wist ze echter niet hoe ze haar toekomst wilde inrichten. Ze ging aan het werk als leerling-verslaggeefster bij de Dragtster Courant, maar hield dat al gauw voor gezien, toen ze alleen administratief werk mocht doen.
Rond 1912 verhuisde ze naar Amsterdam, waar ze haar diploma stenografie en typen haalde. Ze vond werk op handelskantoor Wolff en ontmoette in 1913 in haar pension de vier jaar jongere Leon Beek, een joodse landmeter en reservist. Hij moedigde haar aan te gaan schrijven, omdat ze hem zulke levendige brieven schreef. Vanaf 1915 publiceerde ze in Panorama en andere tijdschriften korte verhalen onder het pseudoniem Cissy van Marxveldt.
In 1916 trouwde ze met Leon Beek. Ze verhuisden eerst naar Heerenveen en later naar Hilversum, omdat Beek als reservist in Laren (NH) was gelegerd. Eind 1916 werd in Amsterdam hun eerste zoon Ynze Jacob Beek geboren. Hun tweede zoon, Leo, werd in 1920 geboren, eveneens in Amsterdam. Nadat Leon Beek enkele jaren een agentschap in textiel had gehad, kreeg hij in 1927 een aanstelling als personeelschef bij De Bijenkorf in Amsterdam.
In 1917 verschenen Van Marxveldts eerste romans Game and set! en Het hoogfatsoen van Herr Feuer. Dit laatstgenoemde boek was geïnspireerd door haar Amsterdamse tijd op kantoor met haar Duitse baas en verscheen onder het pseudoniem Betty Bierema. Hoewel de boeken niet veel succes hadden, benaderde, zoals Van Marxveldt later in interviews vertelde, een nieuw tijdschrift voor jongeren haar om een feuilleton te schrijven. Ze schreef de verhalen in de vorm van brieven van een hbs-meisje aan haar vriendin: Joop ter Heul was geboren.
Het tijdschrift ging volgens Van Marxveldt al snel op de fles, maar ze ging door met Joop ter Heul; een hbs-meisje zonder al te veel zorgen, afkomstig uit de hogere middenklasse in Amsterdam-Zuid. In 1919 verscheen bij uitgeverij Valkhoff De H.B.S.-tijd van Joop ter Heul. Het boek was meteen een succes. De 'jolige' schrijfstijl, een milieu waarin iedereen wel wilde leven en veel humor, bleken de ingrediënten voor het succes te zijn. Tussen 1921 en 1925 verschenen nog drie delen, waarin de hoofdpersoon zich verloofde met de jonge bankier Leo van Dil en schijnbaar door hem getemd werd van vrolijke bakvis tot gehoorzame vrouw en echtgenote. Hoewel het gedrag van Joop voor de jaren twintig relatief modern was, werden de boeken door de schijnbare onderwerping van Joop veroordeeld, vooral in de jaren zeventig. De serie bleef echter populair, zelfs bij de klein- en achterkleindochters van de eerste lezeressen.
Joop ter Heul heeft autobiografische trekken. Joops hbs-tijd was volgens Van Marxveldts eigen zeggen gebaseerd op haar eigen hbs-jaren, maar Van Marxveldt beweerde dat ze zelf ook trekjes had van Joops nuffige zus Julie. Joops echtgenoot Leo van Dil is duidelijk geïnspireerd door Van Marxveldts eigen man, net als de beschrijving van de geboorte van Joops zoontje Hans is geïnspireerd door de geboorte van haar eigen zoon.
Cissy van Marxveldt kreeg op haar 37ste een herseninfarct, waardoor ze rechtzijdig verlamd raakte. Nadien schreef ze met haar linkerhand en verborg voortaan haar verlamde rechterhand onder capes en jasjes.
In 1927 publiceerde ze een andere kaskraker: Een zomerzotheid, helemaal in de stijl van de roaring twenties. De roman werd in 1936 verfilmd onder de titel Zomerzotheid, maar deze film is nooit uitgebracht.
Toen de economische crisis van de jaren dertig begon, werd de toon van een deel van haar romans serieuzer (Marijke, Pim de Stoetel, Puck van Holten). Deze boeken werden ook populair, maar niet in dezelfde mate als haar eerdere werk. Dankzij de herdrukken van haar eerdere boeken en diverse toneelbewerkingen ervan, verdiende ze tijdens de crisisjaren toch jaarlijks waarschijnlijk zo'n 5.000 gulden.
De Tweede Wereldoorlog werd de zwartste tijd van Van Marxveldts leven. Haar echtgenoot maakte deel uit van de Ordedienst en werd in 1943 gearresteerd en uiteindelijk in Kamp Westerbork opgesloten. In 1944 werd hij in de duinen bij Overveen geëxecuteerd.
Van Marxveldt publiceerde in 1946 Ook zij maakte het mee, een verhaal over een meisje in het verzet, dat ze aan haar echtgenoot opdroeg. Kort daarna bracht ze de romans Het Hazenhart en De dochter van Joop ter Heul uit, maar dit laatste boek valt niet te vergelijken met de sprankelende verhalen over Joop ter Heul. Hoewel het in de jaren zeventig werd herdrukt, is het een vergeten werk geworden, zodat veel bronnen ten onrechte vermelden dat van Van Marxveldt na de oorlog alleen de verzetsroman was verschenen.
Cissy van Marxveldt stierf op 58-jarige leeftijd in Bussum en ligt begraven op de Amsterdamse begraafplaats Zorgvlied.
In 1991 verscheen De zoon van Joop ter Heul, een bundel biografische verhalen over Cissy van Marxveldt door haar zoon Leo, die hiervoor het pseudoniem Jan van Marxveldt gebruikte.

In januari 2017 verscheen een biografie van Cissy van Marxveldt, geschreven door Monica Soeting.

### Trivia

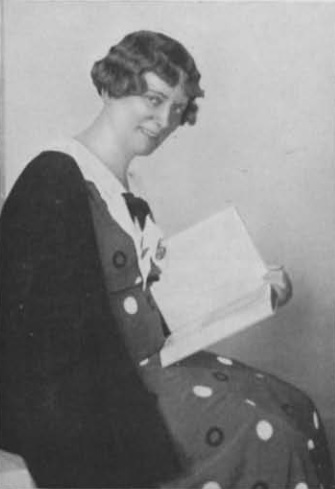
Cissy van Marxveldt (c. 1937)

- Haar boeken bleven ook lang na haar dood populair, al waren er soms mindere tijden, vooral in de jaren zeventig tijdens de feministische golf. Maar ook in de 21e eeuw zijn er nog steeds mensen die genieten van haar boeken.
- Op 24 november 2007 werd de planetoïde (10667) Van Marxveldt naar haar vernoemd. De planetoïde heeft een doorsnede van circa 3 km en draait tussen de planeten Mars en Jupiter, op een gemiddelde afstand van 294 miljoen km om de zon. Planetoïde (10667) Van Marxveldt doet twee jaar en negen maanden over een volledige omloop.
- In de verhalen van Sjors en Sjimmie introduceerden de schrijvers Wilbert Plijnaar, Jan van Die en Robert van der Kroft (de Wiroja's) het "Cissy van Marxveldt-college", een middelbare school die vaak als rivaal voor de school van Sjors en Sjimmie fungeerde. Het Cissy van Marxveldt-college is in deze verhalen een meisjesschool.
- Anne Frank was een bewonderaarster van Cissy van Marxveldt. "Ik zal haar boeken beslist ook aan mijn kinderen laten lezen" (16 oktober 1942). En als ze de naam kiest voor haar dagboekvriendin, Kitty, lijkt ze geïnspireerd te zijn geweest door het vlotste meisje van de vriendinnenclub van Joop ter Heul. In de oorspronkelijke versie van het dagboek richt Anne zich meerdere malen ook tot de andere leden van de Jopopinoloukicoclub: Lieve Pop, Lieve Pien, zo ook aan Loutje en aan Connie.
- In een ander oorlogsdagboek memoreert Etty Hillesum op 8 aug. 1943 vanuit een barak in Westerbork: "Wij hebben 3 boeken in ons huisje: 'Kwikzilver' van Cissy v. Marxveldt, […]. Om Cissy v. Marxveldt wordt bijna gevochten".[4]
- Prinses/Koningin Juliana (1909-2004) was in haar jonge jaren ook een groot liefhebster van de boeken over Joop ter Heul.[bron?]

## Biografieën
- Jan van Marxveldt (Leo Beek), De zoon van Joop ter Heul, Uitgeverij Westfriesland, 1991, ISBN 9789020521429
- Monica Soeting, Cissy van Marxveldt: een biografie, Uitgeverij Atlas contact, 2017, ISBN 9789045033006